# Oste
L'Oste est une rivière allemande de 153 km de long qui coule au nord du land de Basse-Saxe. Elle est un affluent de l'Elbe par sa rive gauche dans laquelle elle se jette à Neuhaus.